# کریس هاوتی
کریس هاوتی (به انگلیسی: Chris Hauty) یک فیلمنامه‌نویس آمریکایی متولد ۲۷ ژوئن ۱۹۵۶ میلادی است. او همچنین رمان نیز می‌نویسد؛ مانند رمان ایالت عمیق (Deep State) که در ژانویه سال ۲۰۲۰ توسط انتشارات سایمون اند شوستر منتشر شد. 

## فیلم‌شناسی به عنوان نویسنده
- به سوی خانه ۲: گمشده در سان فرانسیسکو (۱۹۹۶)
- عقب‌نشینی هرگز (۲۰۰۸)
- عقب‌نشینی هرگز ۲: نابودی (۲۰۱۱)
- عقب‌نشینی هرگز: تسلیم‌ناپذیر (۲۰۱۶)
- تک‌تیرانداز: شبح تیرانداز (۲۰۱۶)
- تک‌تیرانداز: کشتار نهایی (۲۰۱۷)